# 영천 은해사 대웅전 후불탱화 및 삼장탱화
은해사 대웅전 후불탱화 및 삼장탱화(銀海寺 大雄殿 後佛幀畵 및 三藏幀畵)는 대한민국 경상북도 영천시 청통면 치일리, 은해사에 있는 조선시대의 불화이다. 2002년 10월 14일 경상북도의 유형문화재 제342호로 지정되었다.

## 개요
은해사 대웅전에 보관되어 있는 후불탱화 및 삼장탱화인데, 탱화란 천이나 종이에 그림을 그려 액자나 족자 형태로 만들어지는 불화를 말한다.
후불탱화는 세마포(細麻布)에 종이를 여러 겹으로 배접한 바탕 위에 중앙의 아미타불을 중심으로 좌우협시보살만을 배치한 아미타삼존도이다. 남색 하늘 바탕에 갈색과 녹색 구름을 그렸고, 부처와 보살상을 홍색과 녹색 위주로 그려 다소 무거운 느낌을 주지만 세련된 필치를 보이고 있다.
그림의 아랫부분에 적힌 화기(畵記)에 따르면 이 후불탱화는 조선 영조 26년(1750)에 화원(畵員) 보총(普摠)·처일(處一) 등에 의해 조성되었다고 한다. 이는 같은 장소에 보관되어 있는 은해사괘불탱(보물 제1270호)과 같은 시기, 같은 화원에 의해 만들어진 것으로 불화연구에 중요한 자료로 평가된다.
삼장탱화는 세마포 다섯 쪽을 연결하여 종이를 여러 겹으로 배접한 바탕 위에 가운데에 천장보살, 왼쪽에 지장보살, 오른쪽에 지지보살의 3대 보살을 배치하고, 그 주위에 각 보살의 협시 및 권속들을 그린 것이다. 작품의 제작시기 및 예술성에 있어 후불탱화와 유사하다.
화기에 의하면 이 삼장탱화는 조선 영조 31년(1755)에 화원 상오(常悟)·관령(貫伶)·성청(性淸)·성징(性澄) 등 12명에 의해 조성된 것임을 알 수 있다. 우리나라의 삼장탱화가 주로 16세기 후반부터 건륭연간(1736∼1795)까지의 시기에 만들어졌는데, 이 작품도 그러한 예의 대표적인 하나가 될 수 있다.

## 같이 보기
- 영천 은해사 괘불탱 - 보물 제1270호

## 참고 문헌
- 영천 은해사 대웅전 후불탱화 및 삼장탱화 - 국가유산청 국가유산포털